# Mustafa Kemal Atatürk magánélete
Mustafa Kemal Atatürk (1881. május 19. – 1938. november 10.) magánélete számtalan tanulmány témájául szolgált. Kemal Karpat török történész szerint Atatürk legújabb életrajzához 7010 különféle forrást használtak fel. Atatürk életével kapcsolatosan több részlet is vita tárgyát képezi, ilyen például a születési dátuma és a teljes neve is. Házasságát szintén sokan és sokféleképpen kutatták. Vallásos nézeteivel kapcsolatban még a 2007-es törökországi elnökválasztások során is heves viták robbantak ki.
Atatürk személyisége legalább akkora érdeklődésre tart számot mind a történészek, mind a hétköznapi emberek számára, mint véghezvitt reformjai. Erre vonatkozóan a legtöbb információt a kortársak (riválisok és barátok) visszaemlékezéseiből nyerjük. Ali Fuat Cebesoy, Kâzım Karabekir, Halide Edib Adıvar, Falih Rıfkı Atay, Afet İnan megbízható visszaemlékezései és Lord Kinross, Şevket Süreyya Aydemir valamint Vamık D. Volkan és Norman Itzkowitz kutatásai mérvadóak.

## Neve
Abban az időben, amikor Atatürk született, a törököknél még ismeretlen volt a nyugaton már megszokott vezetéknév fogalma. Atatürk születésekor az elterjedt Musztafa (Muṣtafā مصطفى) nevet kapta, mely arab eredetű, jelentése „a kiválasztott”. Ez Mohamed próféta egyik jelzője. Musztafa, miközben katonai iskoláit végezte Szalonikiben, a „tökéletes” jelentésű Kemal nevet kapta matematikatanárától. Ettől kezdve Musztafa Kemal néven ismerték.
1916-ban dandártábornoki rendfokozatba léptették elő, amihez a pasa cím és megszólítás is járt. Ettől kezdve Kemal Pasa néven szólították. 1921. szeptember 19-én a Török Nemzeti Országgyűlés a függetlenségi háborúban elért eredményei miatt a Gazi, „Hős” címet ajándékozta neki, így ettől kezdve a Gazi Musztafa Kemal megszólítás járt ki neki.
1934-ben a reformok részeként bevezették a vezetéknév-törvényt, a lakosság nyilvántartásának pontosítása végett. November 24-én az országgyűlés külön törvénybe iktatva nevezte el Mustafa Kemal Atatürknek, melynek jelentése „minden törökök atyja”. A törvény kimondja, hogy ezt a vezetéknevet nem viselheti más személy.
Törökországban leggyakrabban Atatürk néven emlegetik, és az 1934-es vezetéknévtörvényt követő hivatalos személyi igazolványaiban (nüfus cüzdanı) először Kemal Atatürk, majd Kamâl Atatürk néven szerepel a neve. Atatürk azonban 1937 májusától visszatért a Kemal régi írásmódjához.

## Születési dátuma
Atatürk pontos születési ideje nem ismert, ennek oka a kor körülményeiben keresendő. Egyrészt nem voltak hivatalos feljegyzések a születésekről, másrészt pedig az Oszmán Birodalomban kétféle naptárat is használtak, a muszlim naptárat és a tanzimat, az oszmán reformok után meghonosított rumi naptárat. Törökországban a Gergely-naptárat csak 1925. december 26-án vezették be hivatalosan.
Atatürk születési évét Anno Hegirae 1296-ra teszik, de nem tudni, hogy a muszlim vagy a rumi naptár szerint. A legtöbb kutató úgy véli, hogy a hagyományokból adódóan a rumi naptár szerinti lehet az időpont. A rumi naptár szerinti 1296-os év a Gergely naptárban a hónaptól függően 1880. március 13. és 1881. március 12. közé esik.
Faik Reşit Ünat meglátogatta Atatürk édesanyjának, Zübeyde asszonynak a szaloniki szomszédait, akiktől ellentmondó információkat kapott. Egyesek szerint a kis Musztafa egy tavaszi napon született, mások szerint télen (januárban vagy februárban). Más kutatók 1880 decemberére teszik az időpontot, Atatürk úgy emlékezett, hogy édesanyja szerint tavasszal született. Az 1882-ben született jóbarát, Ali Fuat Cebesoy elbeszélései szerint Atatürk egy évvel volt idősebb nála. Mivel Atatürk maga sem tudta pontosan a saját születési dátumát, Reşit Saffet Atabinen történész felajánlotta neki, hogy legyen az időpont május 19, ami a függetlenségi háború indulásának szimbolikus kezdete.
Atatürk személyi igazolványába az 1881-es év került, hónap és nap nélkül. A Török Történeti Intézet 1965-ben 1881. május 19-ét fogadta el Atatürk születésnapjának.

## Szenvedélyei, házassága

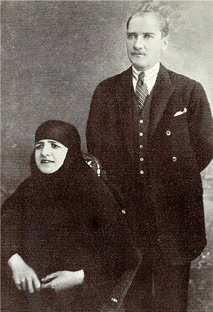
Latife Uşaklıgil, Atatürk felesége 1923–25 között

Köztudomású, hogy Atatürknek három nagy szenvedélye volt: a rakı (török ánizspálinka), a dohányzás és a nők. Évekig élt együtt házasságkötés nélkül egy Fikrije nevű lánnyal, aki aztán súlyos beteg lett, így a Gazi Svájcba küldte szanatóriumba. Törökország első emberének állítólag a magyar nők is nagyon tetszettek, legalábbis Gábor Zsazsa ezt állítja, aki saját memoárja szerint 1937-ben hónapokig titkos románcot folytatott Atatürkkel – aki elsőként vezette be a szerelmi életbe –, miközben papíron egy török diplomata felesége volt.
Atatürk 1923. január 29-én vette feleségül Latife Uşşakit, egy gazdag izmiri kereskedő Franciaországban nevelkedett lányát. Latife kemény jellemű, nehéz természetű, féltékeny típusú nő volt, aki rossz szemmel nézte férje férfitársaságban töltött italozásait és gyanította, hogy Mustafa olykor-olykor szemet vetett más nőkre is. Atatürk, bár büszke volt művelt, nyugati módon gondolkodó, viselkedő és öltözködő feleségére, egyre nehezebben viselte, hogy Latife irányítani próbálta. Egy nagyobb veszekedést követően Mustafa hazaküldte Latifét İzmirbe, majd egy levélben közölte vele, hogy jobb, ha szétválnak útjaik. 1925. augusztus 5-én váltak el. Latife 1975-ben halt meg, és haláláig titkon őrizte Atatürkkel töltött éveinek történetét.
A barátok úgy gondolták, a gyermekáldás segíthetett volna Mustafa és Latife házasságán, de nem született gyermekük. A Gazi azonban szerette a gyerekeket, többet is adoptált. Első fogadott lánya, Sabiha (a családnévtörvény bevezetése után Sabiha Gökçen) lett a világ első női berepülőpilótája (költött családnevének jelentése is égbolt). Atatürk örökbe fogadott még hat másik lányt (Afet, Fikrije, Ülkü, Nebile, Rukije és Zehra) és egy kisfiút (Mustafa). Gondoskodott két másik fiúgyermekről (Abdurrahim és İhsan) is, bár őket nem adoptálta.
Atatürk kedvenc szórakozásai közé tartozott a lovaglás, az úszás és az olvasás; imádta a lovát, Sakarıyát és a kutyáját, Foxot. Szeretett táncolni, leginkább keringőt és ruméliai néptáncokat. Folyékonyan beszélt franciául és németül. Nagy magánkönyvtára volt: érdekelte a nyelvészet, a filozófia, az irodalom, a történelem és a politika. Személyes tárgyainak és könyvtárának egy része megtekinthető Anıtkabirban, Ankarában.

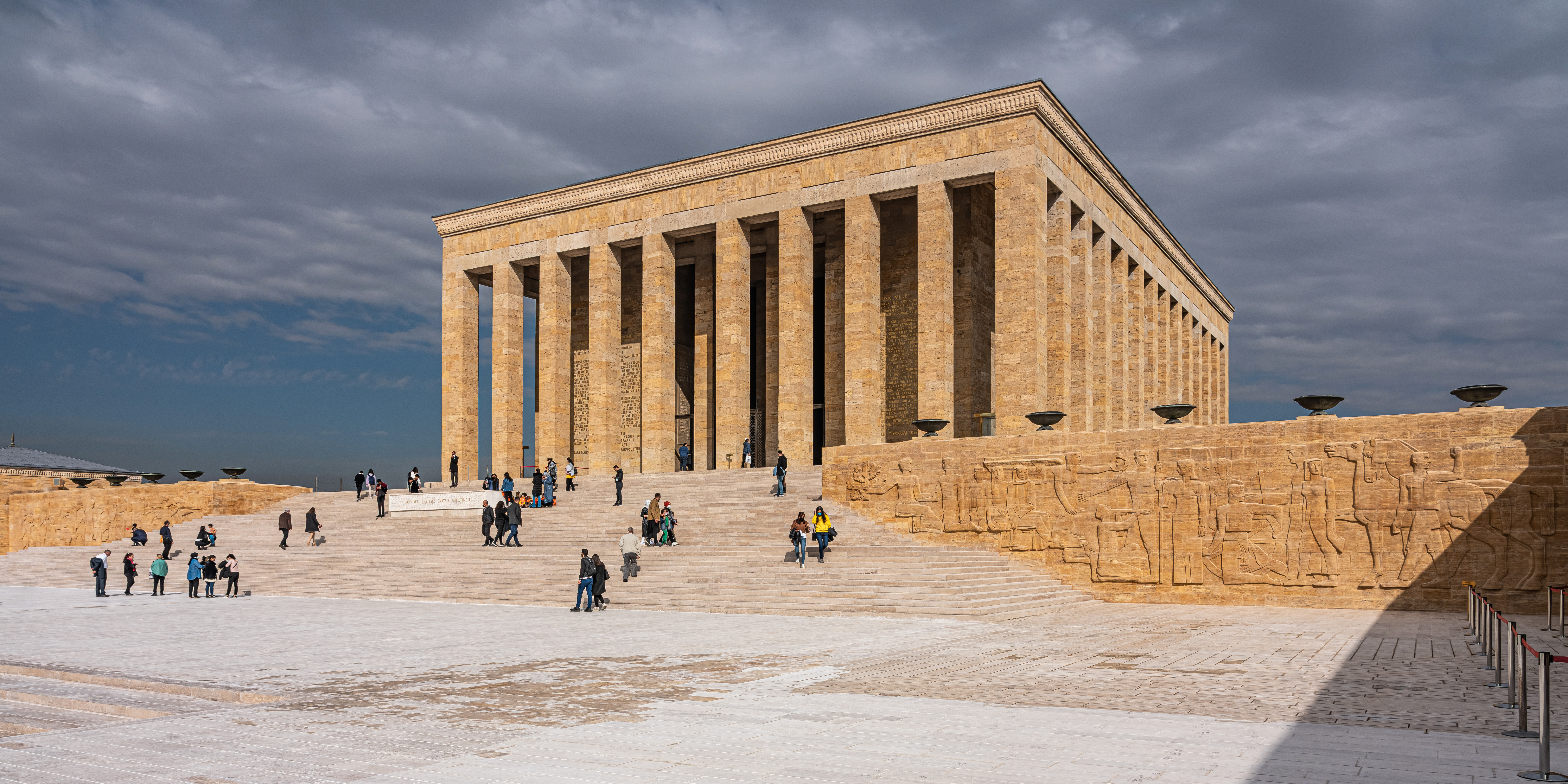
Az Anıtkabir, Kemal Atatürk mauzóleuma Ankarában